# Owen Gingerich

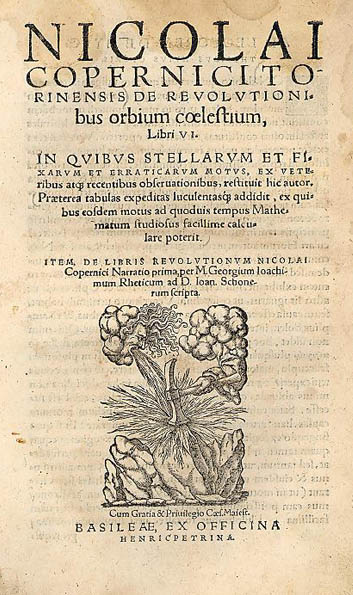
Es ist zu großen Teilen der Arbeit Gingerichs zu verdanken, dass De revolutionibus besser als jede andere historische Erstausgabe mit Ausnahme der Gutenberg-Bibel untersucht und katalogisiert ist.

Owen Jay Gingerich (* 24. März 1930 in Washington, Iowa; †  28. Mai 2023 in Belmont, Massachusetts) war ein US-amerikanischer Astronom und Wissenschaftshistoriker. Er war Professor für Astronomie und Wissenschaftsgeschichte an der Harvard University.

## Werdegang
Als Astronom war er unter anderem für Modelle der Sonnenatmosphäre bekannt und war Senior Astronomer am Smithsonian Astrophysical Observatory. Er schrieb auch populärwissenschaftliche Aufsätze und Bücher (er gab beispielsweise mehrere Scientific American Sammelbände über Astronomie und Astronomiegeschichte in den 1970er und 1980er Jahren heraus) und hielt in Harvard viele Jahre den Kurs The Astronomical Perspective ab, der vor allem für Studenten anderer Fächer gedacht war. Für seine Vorlesungen erhielt er den Radcliffe-Harvard-Phi-Beta-Kappa-Preis.
1992 bis 1993 war er Vorsitzender der Abteilung Wissenschaftsgeschichte in Harvard. 2000 wurde er emeritiert.
Gingerich galt als Autorität in Bezug auf Johannes Kepler und Nicolaus Copernicus. Drei Jahrzehnte lang untersuchte er weltweit die über 580 existierenden Kopien von Nicolaus Copernicus’ De revolutionibus orbium coelestium und berichtete darüber in Das Buch das niemand las, erschienen 2004. Vorausgegangen war eine These, dass Copernicus’ Werk von 1543 ursprünglich kaum Beachtung gefunden habe. Gingerich fand eine Kopie mit vielen Anmerkungen von Erasmus Reinhold und untersuchte darauf auch andere bekannte Kopien, um die Ausbreitung der Theorie nachzuzeichnen. Für diese Untersuchungen erhielt er 1981 einen hohen polnischen Verdienstorden.
Gingerich gab Übersetzungen von Theodor von Oppolzers Kanon der Finsternisse und Max Caspars Kepler-Biographie heraus.
Gingerich war auch selbst Sammler seltener Bücher und von Muschel- und Schneckenschalen und außerdem auf seinen weltweiten Reisen passionierter Beobachter von Sonnenfinsternissen.
1985 wurde der Asteroid (2658) Gingerich nach ihm benannt. Er war Vizepräsident der American Philosophical Society und Vorsitzender des US-Komitees bei der International Astronomical Union. Außerdem organisierte er die historische Abteilung der American Astronomical Society (AAS), deren Doggett Preis er 2004 erhielt. Außerdem erhielt er 2004 den Didaktik-Preis (Education Prize) der AAS und 2006 den Jules-Janssen-Preis. Er war ab 1975 Mitglied der American Philosophical Society, ein Jahr darauf wurde er in die American Academy of Arts and Sciences gewählt.
Er starb am 28. Mai 2023 im Alter von 93 Jahren in Belmont, Massachusetts.

## Schriften
- als Herausgeber mit Kenneth R. Lang: Source Book in Astronomy and Astrophysics, 1900–1975. Harvard University Press, Cambridge MA 1979, ISBN 0-674-82200-5.
- The Galileo Affair. In: Scientific American. Bd. 247, Nr. 2, August 1982, S. 132–143, JSTOR:24966665.
- mit Barbara Welther: Planetary, Lunar and Solar Positions, New and Full Moons, 1650–1805 (= Memoirs of the American Philosophical Society. 59, S). American Philosophical Society, Philadelphia PA 1983, ISBN 0-87169-590-1.
- Physical Sciences in the Twentieth Century. Scribner’s Sons, New York NY 1989, ISBN 0-684-15497-8.
- The Great Copernicus Chase and other adventures in astronomical history. Sky Publishing u. a., Cambridge MA u. a. 1992, ISBN 0-521-32688-5 (Aufsatzsammlung).
- The Eye of Heaven. Ptolemy, Copernicus, Kepler (= Masters of Modern Physics. 7). American Institute of Physics, New York NY 1993, ISBN 0-88318-863-5 (Aufsatzsammlung).
- An annotated census of Copernicus’ De revolutionibus. (Nuremberg, 1543 and Basel, 1566) (= Brill’s Series. Studia Copernicana. 2). Brill, Leiden u. a. 2002, ISBN 90-04-11466-1.
- The Book Nobody Read. Chasing the Revolutions of Nicolaus Copernicus. Walker & Company, New York NY 2004, ISBN 0-8027-1415-3.
- mit James MacLachlan: Nicolaus Copernicus. Making the earth a planet. Oxford University Press, New York NY 2005, ISBN 0-19-516173-4.
- God’s Universe. Belknap Press of Harvard University Press, Cambridge MA u. a. 2006, ISBN 0-674-02370-6 (William Belden Noble Lectures in Harvard 2005; deutsch: Gottes Universum. Nachdenken über offene Fragen. Mit einem Vorwort von Peter J. Gomes. Aus dem Amerikanischen von Wolfgang Rhiel. Berlin University Press, Berlin 2008, ISBN 978-3-940432-18-6).

## Referenzen
1. ↑  Peter DeMarco: Book quest took him around the globe (Memento vom 5. Oktober 2012 im Internet Archive). Boston Globe, 13. April 2004.
2. ↑  Owen Gingerich (Memento vom 9. Dezember 2006 im Internet Archive) Harvard faculty web page. Accessed Sept. 22, 2006.
3. ↑  Owen Gingerich (1930–2023). In: thonyc. 30. Mai 2023, abgerufen am 31. Mai 2023 (englisch).
4. ↑  Neil Genzlinger: Owen Gingerich, Astronomer Who Saw God in the Cosmos, Dies at 93. In: The New York Times, 11. Juni 2023, abgerufen am 12. Juni 2023 (englisch).

| Personendaten    | Personendaten                                          |
| ---------------- | ------------------------------------------------------ |
| NAME             | Gingerich, Owen                                        |
| ALTERNATIVNAMEN  | Gingerich, Owen Jay (vollständiger Name)               |
| KURZBESCHREIBUNG | US-amerikanischer Astronom und Wissenschaftshistoriker |
| GEBURTSDATUM     | 24. März 1930                                          |
| GEBURTSORT       | Washington, Iowa                                       |
| STERBEDATUM      | 28. Mai 2023                                           |
| STERBEORT        | Belmont, Massachusetts                                 |